# Збігнев Петшиковський
Збігнев Ян Петшиковський (пол. Zbigniew Jan Pietrzykowski; нар. 4 жовтня 1934, Бельсько-Бяла, Польща — 19 травня 2014) — польський боксер, триразовий олімпійський призер, єдиний боксер Європи, який чотири рази ставав чемпіоном континенту.

## Життєпис
Почав займатися боксом з 16 років зі знаменитим тренером Феліксом Штаммом. Виступав за спортивний клуб «BBTS», пізніше за «Легію» (Варшава). Одинадцять разів ставав чемпіоном Польщі.
Всього провів 350 поєдинків. 334 з них виграв, 14 програв і 2 боя закінчив внічию.
Після закінчення виступів на ринзі, Збігнев Петшиковський працював тренером.

## Міжнародні здобутки
У 1953 р. увійшов до збірної команди Польщі. У своєму дебютному чемпіонаті 1953 р., став володарем бронзової нагороди, поступившись у півфіналі англійцю Брюсу Веллсу. Вже на наступному чемпіонаті 1955 р. виграв золото в напівсередній вазі, нокаутувавши при цьому триразового олімпійського чемпіона Ласло Паппа. Пізніше йому вдавалося ще тричі повторити цей успіх: у Чемпіонаті Європи з боксу 1957 в середній вазі, у Чемпіонаті 1959 року в напівважкій вазі і в Чемпіонаті 1963 року, де у фінальному бою Збігнев переміг радянського боксера Дана Позняка.
На XVI Олімпійських іграх в Мельбурні отримав бронзову нагороду, програвши півфінальний бій Ласло Паппу в напівсередній вазі.
На XVII Олімпійських іграх в Римі Збігнев Петшиковський програв фінальний бій в напівважкій вазі Кассіусу Клею (Мохаммеду Алі) і здобув срібну медаль.
У 1964 році на Олімпійських іграх в Токіо в напівважкій вазі програв бій у півфінальній зустрічі радянському боксеру Олексію Кисельову, і знову отримав бронзову медаль.